# عندما تحب المرأة (فلم)

مقالة مجلة الكواكب عن فيلم (عندما تحب المرأة) جزء(1)

عندما تحب المرأة (بالإنجليزية: When a Woman Loves - Endama toheb el maraa) فيلم دراما مصري لعام 1933 من إخراج وقصة وسيناريو وحوار أحمد جلال. الفيلم من بطولة آسيا داغر، وأحمد جلال، وماري كويني. يدور الفيلم حول أمينة التي تتورط مع شاب أحبته فيخدعها ويهجرها، تضع وليدها مراد الذي تتكفل بتربيته صديقتها أم إبراهيم، تتزوج أمينة من هاشم الذي لا يعلم عن ماضيها شيئًا. يبلغ مراد العاشرة من عمره حينما تبعث به صديقة أمه أم إبراهيم إلى أوروبا، وبعد سنوات يعود مراد إلى مصر ليلتقي على ظهر الباخرة بنادية الفتاة المحتالة التي تشارك أخيها رمزي جرائمه.
صدر الفيلم إلى دور العرض المصرية في 27 مارس 1933 بسينما فؤاد بالقاهرة، و 6 أبريل بالأسكندرية، والسينما الأهلي (ميدان السيدة زينب) الأثنين 4 سبتمبر 1933.
منح موقع قاعدة بيانات الأفلام العربية «السينما. كوم» الفيلم درجة 5.3/ 10.

مقالة مجلة الكواكب عن فيلم (عندما تحب المرأة) جزء(2)

## طاقم التمثيل
سلمى سعيد (أمينة) – ماري كويني (عايدة) – آسيا داغر (نادية) – أحمد جلال (رمزي) – يحيى طه – منير فهمي (هاشم بك) – السيد نظير – محمد لطيف.

## ملخص أحداث الفيلم
تنشأ علاقة بين الشابة الجميلة أمينة (سلمى سعيد) وشاب لا يستمر في علاقته معها، ويتركها بعد أن حملت منه. تضع أمينة مولودها «مراد» وتعهد به إلى السيدة أم إبراهيم التي تثق بها لتحفظ سرها. تتزوج أمينة من هاشم الذي يحبها ولا يعلم عن ماضيها شيئًا. يبلغ مراد العاشرة من عمره، وتبعث به مربيته أم إبراهيم إلى أوروبا ليكمل دراسته. يعود الشاب مراد وهو مكتمل الرجولة ويصادف على الباخرة التي تحمله إلى أرض الوطن فتاة جميلة. يقع مراد في حب فتاة الباخرة «نادية» وهو لا يدري أنها محتالة، وتقوم بمساعدة شقيقها المجرم رمزي في جرائمه.

## استقبال الفيلم
كتب مجلة الكواكب في أحد أعدادها الصادرة عام 1933: " كانت موضوعات الأشرطة المصرية التي عرضت علينا من قبل في هذا الموسم تدور كلها حول فكرة واحدة هي الزواج، ثم جاء الشريط الناطق "عندما تحب المرأة" فحاد عن هذه الفكرة، وجاءنا بفكرة جديدة هي، حب المرأة وتضحيتها في سبيل هذا الحب. والحق انها فكرة جديرة بالاهتمام، وقد أجاد الأستاذ أحمد جلال في تحليل هذه الفكرة، وايضاحها في السيناريو الذي وضعه للشريط، والذي تولى بنفسه إخراجه. فالشريط يعتبر ناجحاً من ناحية الفكرة التي يدور حولها موضوعه. وإذا تكلمنا عن الإخراج فرأينا أنه كمجهود مصري جدير بالإعجاب، أما التصوير الذي تولى القيام به الأستاذ عبد العظيم مصور شركة التمثيل والسينما التابعة لبنك مصر فلا بأس به. ولقد قامت السيدة آسيا صاحبة الشريط بدور المرأة التي أحبت ولو لم يكن لها في الشريط سوى موقفها الأخير، موقف الاعتراف بمشاركتها للمجرم رمزي في جرائمة، وبراءة مراد من جريمة القتل. نقول لو لم يكن في الشريط سوى هذا الموقف لكفى في نجاحها في دورها، وقد كان الأستاذ يحيى طه بطل الشريط مقبولاً. كما كان الأستاذ أحمد جلال مجيداً في دور رمزي. كذلك الأستاذ منير فهمي في دور "هاشم بك" وأيضاً ماري كويني "عايدة".
كتب موقع قاعدة بيانات الأفلام العربية: "كان الفيلم بداية التشكيل الثنائي الفني الناجح بين آسيا وأحمد جلال، الصحفي الذي احترف العمل السينمائي كاتباً وممثلاً ومخرجاً.

## وصلات خارجية
- عندما تحب المرأة على موقع IMDb (الإنجليزية)
- عندما تحب المرأة على موقع قاعدة بيانات الأفلام العربية
- عندما تحب المرأة على موقع قاعدة بيانات الفيلم (الإنجليزية)
- عندما تحب المرأة على موقع ليتربوكسد (الإنجليزية)

https://dhliz.com/film/3endama_to7eb_al_mar2a/ عندما تحب المرأة (فيلم)
https://www.imdb.com/title/tt0262398/?ref_=nm_knf_i3 عندما تحب المرأة (فلم)
https://karohat.com/Title/91e0ce91-cf06-491e-94f7-900d83aca2ca عندما تحب المرأة (فلم)
https://pulpit.alwatanvoice.com/articles/2011/08/30/236251.html عندما تحب المرأة (فلم)
https://pulpit.alwatanvoice.com/articles/2019/02/02/484195.html عندما تحب المرأة (فلم)
https://ar.tdtube.net/article/59320 عندما تحب المرأة (فلم)